# Pleurothallis ruberrima
Pleurothallis ruberrima är en orkidéart som beskrevs av John Lindley. Pleurothallis ruberrima ingår i släktet Pleurothallis och familjen orkidéer. Inga underarter finns listade i Catalogue of Life.